# Município de Ripley (condado de Holmes, Ohio)
O município de Ripley (em inglês: Ripley Township) é um município localizado no condado de Holmes no estado estadounidense de Ohio. No ano de 2010 tinha uma população de 2.338 habitantes e uma densidade populacional de 30,54 pessoas por km².

## Geografia
O município de Ripley encontra-se localizado nas coordenadas 40° 37′ 42″ N, 82° 02′ 59″ O. Segundo a Departamento do Censo dos Estados Unidos, o município tem uma superfície total de 76.56 km², da qual 76,37 km² correspondem a terra firme e (0,25 %) 0,19 km² é água.

## Demografia
Segundo o censo de 2010, tinha 2.338 habitantes residindo no município de Ripley. A densidade populacional era de 30,54 hab./km². Dos 2.338 habitantes, o município de Ripley estava composto pelo 98,42 % brancos, o 0,17 % eram afroamericanos, o 0,13 % eram insulares do Pacífico, o 0,73 % eram de outras raças e o 0,56 % eram de uma mistura de raças. Do total da população o 1,33 % eram hispanos ou latinos de qualquer raça.